# Robert Sink
El Teniente General Robert Frederick Sink (3 de abril de 1905 - 13 de diciembre de 1965) fue un oficial del Ejército de los Estados Unidos durante la Segunda Guerra Mundial, la guerra de Corea, y las partes iniciales de la guerra de Vietnam.
Estuvo al mando del 506.º Regimiento de Infantería Paracaidista de la 101.ª División Aerotransportada.
Sink fue interpretado en la miniserie de televisión Band of Brothers por el actor Dale Dye.

## Promociones de Robert Sink
Academia Militar de los Estados Unidos de West Point. Cadete - Clase de 1927
| Insignia | Rango            | Unidad                         | Fecha       |
| -------- | ---------------- | ------------------------------ | ----------- |
|          | Teniente segundo | Ejército de los Estados Unidos | 14 Jun 1927 |
|          | Teniente primero | Ejército de los Estados Unidos | 31 Ago 1933 |
|          | Capitán          | Ejército de los Estados Unidos | 13 Jun 1937 |
|          | Mayor            | Ejército de los Estados Unidos | 31 Ene 1941 |
|          | Teniente coronel | Ejército de los Estados Unidos | 01 Feb 1942 |
|          | Coronel          | Ejército de los Estados Unidos | 03 Nov 1942 |
|          | Mayor general    | Ejército de los Estados Unidos | 11 Abr 1948 |
|          | Teniente general | Ejército de los Estados Unidos | 08 Sep 1959 |